# Лом-под-Сторжичем
Лом-под-Сторжичем (словен. Lom pod Storžičem) — поселення в общині Тржич, Горенський регіон, Словенія. Висота над рівнем моря: 699,4 м.